# Alan Noble
Alan Noble (9. veljače 1885. — 30. studenoga 1952.) bio je engleski hokejaš na travi. Osvojio je zlatno odličje na hokejaškom turniru na Olimpijskim igrama 1908. u Londonu igrajući za Englesku.